# Elena Basile
Elena Basile (* 26. Dezember 1959 in Neapel) ist eine italienische Diplomatin, die Botschafterin in Stockholm und Brüssel war.

## Studium
1982 schloss sie ein Studium der Politikwissenschaft am Universität Neapel L’Orientale ab.

## Leben
1985 trat sie in den auswärtigen Dienst und wurde in der Abteilung Kulturbeziehungen beschäftigt. Anschließend war sie Gesandtschaftssekretärin erster Klasse in Tananarive und am Konsulat in Toronto.
In Rom wurde sie mit Umweltfragen beschäftigt.
1998 war sie stellvertretende Leiterin der Abteilung für die Genehmigung zum Export von Kriegswaffen.
Von 1999 bis 2002 war sie Gesandtschaftsrätin erster Klasse in Budapest.
Von 2003 bis 2007 war sie Gesandtschaftsrätin erster Klasse in Lissabon.
2008 war sie Leiterin der OSZE-Sektion im Außenministerium.
Von 2010 bis 2012 leitete sie die Abteilung Nordamerika und verfasste Dossiers zum Thema USA. Von 2013 bis 2017 war sie Botschafterin in Stockholm. Vom 3. April 2017 bis 2021 war sie Botschafterin in Brüssel.

## Veröffentlichungen
Neben einschlägiger Fachliteratur verfasste sie auch Kurzgeschichten und einem Roman.
2005 wurde sie als Offizier in den Verdienstorden der Italienischen Republik aufgenommen.